# 富永嘉郎
富永 嘉郎（とみなが よしろう、1917年4月12日 - 2010年3月25日）は、京都府出身の元プロ野球選手。ポジションは外野手（プロ野球では、左翼手・右翼手としての出場がある）。

## 来歴・人物
平安中学（現・龍谷大学付属平安中学校・高等学校）在学中には、甲子園に6回（春3回、夏3回）出場。1933年夏の大会では、エース・高木正雄、宇野錦次（後に阪急,西鉄でプレー）、後年南海でチームメイトになる岡村俊昭らと共に、平安中学の準優勝に貢献した。
平安中学卒業後は同志社大学でプレーをし、1938年秋に南海軍の結成に参加・入団した。しかし、2度の出征（1939年 - 1940年、1942年 - 1943年）が祟り、選手時代は全く結果を残せなかった。1944年に現役引退。
引退後は、長く南海ホークスのスカウトを務め、鶴岡一人監督の信頼も厚かった。日本人初のメジャーリーガーとなった村上雅則の二重契約問題（南海とサンフランシスコ・ジャイアンツ）が起こった際、スカウト部長として奔走した事で知られた。日本プロ野球OBクラブにも登録しており、南海結成時のメンバー最後の生き残りでもあった。
2010年3月25日に急性心不全のため大阪市中央区の自宅で死去。享年92。長男・伸定によれば、亡くなる前日までゲートボールをするなど、元気な様子だったという。葬儀には、日本プロ野球OBクラブの当時の会長だった黒江透修が供花を贈った。

## 詳細情報

### 年度別打撃成績
| 年 度     | 球 団         | 試 合 | 打 席 | 打 数 | 得 点 | 安 打 | 二 塁 打 | 三 塁 打 | 本 塁 打 | 塁 打 | 打 点 | 盗 塁 | 盗 塁 死 | 犠 打 | 犠 飛 | 四 球 | 敬 遠 | 死 球 | 三 振 | 併 殺 打 | 打 率 | 出 塁 率 | 長 打 率 | O P S |
| --------- | ------------- | ----- | ----- | ----- | ----- | ----- | -------- | -------- | -------- | ----- | ----- | ----- | -------- | ----- | ----- | ----- | ----- | ----- | ----- | -------- | ----- | -------- | -------- | ----- |
| 1940      | 南海 近畿日本 | 1     | 1     | 1     | 0     | 0     | 0        | 0        | 0        | 0     | 0     | 0     | --       | 0     | 0     | 0     | --    | 0     | 0     | --       | .000  | .000     | .000     | .000  |
| 1941      | 南海 近畿日本 | 1     | 0     | 0     | 0     | 0     | 0        | 0        | 0        | 0     | 0     | 0     | --       | 0     | 0     | 0     | --    | 0     | 0     | --       | ----  | ----     | ----     | ----  |
| 1944      | 南海 近畿日本 | 3     | 5     | 4     | 0     | 0     | 0        | 0        | 0        | 0     | 0     | 0     | 0        | 0     | --    | 1     | --    | 0     | 2     | --       | .000  | .200     | .000     | .200  |
| 通算：3年 | 通算：3年     | 5     | 6     | 5     | 0     | 0     | 0        | 0        | 0        | 0     | 0     | 0     | 0        | 0     | 0     | 1     | --    | 0     | 2     | --       | .000  | .167     | .000     | .167  |

- 南海（南海軍）は、1944年途中に近畿日本（近畿日本軍）に球団名を変更

### 背番号
- 11 （1938年）[7]
- 15 （1940年 - 1941年、1943年）[8]

注；1944年のシーズンは全6チーム背番号を廃止